# Морагас-Кантареро, Эльвира
Эльвира Морагас-Кантареро или Мария Санктуария Святого Людовика Гонзага (исп. Maria Da Sagrario de San Luis Gonzaga; 1881—1936) — блаженная римско-католической церкви, монахиня ордена босых кармелиток (OCD), мученица.

## Биография
Эльвира Морагас-Кантареро родилась 8 января 1881 года в Сан-Мартино ди Тийо около Толедо в семье Рикардо Морагас-Уселай и Исабеллы Кантареро-Варгас. В 1886 году семья переехала в Мадрид, где Эльвира поступила в школу мерцедарок Сан Фернандо. Получив среднее образование, она поступила в Институт Кардинала Чиснероса, а затем на фармацевтический факультет Мадридского университета Комплутенсе. Защитив с отличием диплом провизора в 1905 году, она стала помогать отцу в аптеке, которую возглавила после его смерти в 1909 году.
По совету духовника и по просьбе членов семьи, нуждавшихся в её помощи, Эльвира на некоторое время отложила намерение принять монашество. Похоронив мать и передав аптеку младшему брату, 21 декабря 1915 года она поступила в монастырь Святой Анны и Святого Иосифа в Мадриде, принадлежавший монахиням ордена босых кармелиток. Эльвира приняла монашеское облачение и взяла новое имя Марии Санктуария Святого Людовика Гонзага.
В монастыре она несла послушание провизора в монастырской аптеке. 25 декабря 1916 года Мария принесла временные монашеские обеты, а 6 января 1920 года — вечные. В апреле 1927 года на капитуле её избрали в настоятельницы монастыря. В 1930 году она приняла послушание наставницы послушниц, а 1 июля 1936 года Марию снова избрали в настоятельницы.
В 1936 году, как только началась Гражданская война в Испании, Мария благословила монахинь разойтись по семьям, из-за угрожавшей их жизням опасности. Но никто не пожелал оставить обитель. Вечером, 14 августа 1936 года, накануне Успения Пресвятой Богородицы, настоятельницу арестовали республиканские милиционеры и подвергли жестоким пыткам, требуя открыть местонахождения монастырской ризницы. Ничего не добившись, они привезли Марию в тюрьму в Падрера де Сан-Исидро, которая находилась под Мадридом, где под утро, 15 августа, её расстреляли вместе с другими заключенными.

## Прославление
Процесс по её канонизации был начат в 1962 году и завершился через три года. 8 апреля 1997 года Римский папа блаженный Иоанн Павел II издал декрет о признании мученического подвига Марии и 10 мая 1998 года причислил её к лику блаженных.
Литургическая память совершается 15 августа.

## Цитата
«Пусть Иисус царствует всегда в моем сердце. Господь просит, чтобы я была смиренной, чтобы оплакивала свои грехи, любила Его, любила сестер… В этой юдоли слез, в страданиях не будет недостатка, и мы должны быть довольны, что имеем возможность предложить их нашему любимому Иисусу, Который так желал пострадать из любви к нам. Самый прямой способ обрести единение с Богом, взойти на крест, поэтому мы всегда должны желать этого… Благословен Бог, Который дает нам эту возможность предложить себя для Его любви!»
Мария Санктуария Святого Людовика Гонзага (Морагас-Кантареро)